# Antonio Cerotti
Antonio Cerotti, all'anagrafe Antonio Cerrotta (Buenos Aires, 14 luglio 1901 – 27 luglio 1979), è stato un calciatore argentino, di ruolo attaccante.

## Caratteristiche tecniche
Giocava come interno destro.

## Palmarès

### Club
- Copa de Honor Cousenier: 1

Boca Juniors: 1920
- Copa Campeonato: 5

Boca Juniors: 1923, 1924, 1926
- Copa Ibarguren: 2

Boca Juniors: 1923, 1924
- Copa de Competencia Jockey Club: 1

Boca Juniors: 1925
- Copa Estímulo: 1

Boca Juniors: 1926

### Nazionale
- Campeonato Sudamericano de Football: 1

Argentina 1925